# Saint-Charles (rzeka)
Saint-Charles (fr. Rivière Saint-Charles) – rzeka we wschodniej Kanadzie, lewy dopływ Rzeki Świętego Wawrzyńca. Jest drugą obok Rzeki Świętego Wawrzyńca najważniejszą rzeką miasta Québec. Jej nazwa w języku hurońskim, używanym dawniej (dziś dominuje tam francuski) w leżącym nad rzeką rezerwacie Wendake, brzmi Akiawenrahk.
Rzeka wypływa z jeziora Saint-Charles, płynie na południe, potem na wschód, ostatecznie wpada do Rzeki Świętego Wawrzyńca w centrum miasta Québec. Jej dorzecze jest najgęściej zaludnionym dorzeczem w prowincji Quebec, jego gęstość zaludnienia wynosi 600 os./km².
Główne dopływy rzeki to:
- Jaune,
- Nelson
- Rivière du Berger
- Lorette.